# میزاب
میزاب یکی از روستاهای استان آذربایجان‌شرقی است که در دهستان هرزندات شرقی بخش مرکزی شهرستان مرند واقع شده‌است. اسم اصلی و محلی  آن میزار می باشد که متاسفانه در برگردانی ناشیانه و بی معنی به زبان فارسی به میزاب تغییر یافته است. فاصله‌ی آن از شهر مرند ۴۴.۹ کیلومتر بوده و بر اساس سرشماری نفوس و مسکن  سال ۱۳۹۰ مرکز آمار ایران ۲۳۱ نفر جمعیت دارد. زبان مردم ترکی آذری است. اکثر مردم روستا به کشاورزی و دامداری و کارگری در کوره‌پزخانه‌ها (کارخانه‌های آجر‌پزی) اشتغال دارند. جاده روستا تا مرند آسفالت است . این روستا به خطوط تلفن، شبکه‌ی آب‌رسانی آب شرب، گاز شهری و شبکه‌ی توزیع برق دسترسی دارد.